# Harpacticoides
Els harpacticoides (Harpacticoida) són un ordre de crustacis de la subclasse Copepoda que conté unes 1.700 espècies. Les seves formes són variables, normalment lineals i més o menys cilíndriques. Són animals molt petits que mesuren de 0,4 a 3 mil·límetres. En general, el primer segment toràcic està incorporat al cefalotòrax i l'últim s'inclou a l'abdomen.

## Famílies
Hi ha 54 famílies:
| - Adenopleurellidae - Aegisthidae - Ambunguipedidae - Ameiridae - Ancorabolidae - Argestidae - Balaenophilidae - Cancrincolidae - Canthocamptidae - Canuellidae - Cerviniidae - Chappuisiidae - Cletodidae - Cletopsyllidae - Clytemnestridae - Cristacoxidae - Cylindropsyllidae - Darcythompsoniidae | - Diosaccidae - Ectinosomatidae - Euterpinidae - Hamondiidae - Harpacticidae - Huntemanniidae - Laophontidae - Laophontopsidae - Latiremidae - Leptastacidae - Leptopontiidae - Longipediidae - Louriniidae - Metidae - Miraciidae - Neobradyidae - Normanellidae - Novocriniidae | - Orthopsyllidae - Paramesochridae - Parastenheliidae - Parastenocarididae - Peltidiidae - Phyllognathopodidae - Porcellidiidae - Pseudotachidiidae - Rhizothricidae - Rotundiclipeidae - Styracothoracidae - Superornatiremidae - Tachidiidae - Tegastidae - Tetragonicipitidae - Thalestridae - Thompsonulidae - Tisbidae |